# Motown
Motown es un sello discográfico estadounidense propiedad de Universal Music Group. Fue fundada por Berry Gordy Jr. como «Tamla Records» el 12 de enero de 1959, y se constituyó como «Motown Record Corporation» el 14 de abril de 1960. Su nombre, un portmanteau de motor y town, se ha convertido en un apodo de Detroit, donde la discográfica tenía su sede original.
Motown desempeñó un papel importante en la integración racial de la música popular como sello de propiedad afroamericana que logró un éxito generalizado. En la década de 1960, Motown y sus sellos subsidiarios (incluida Tamla Motown, la marca utilizada fuera de EE. UU.) fueron la mayoría del sonido Motown, un estilo de música soul con un atractivo pop mainstream. Motown fue el sello de música soul de mayor éxito, con un patrimonio neto de 61 millones de dólares. Durante la década de 1960, Motown logró colocar 79 discos en el top-ten del Billboard Hot 100 entre 1960 y 1969.
Tras los disturbios de Detroit de 1967 y la pérdida del equipo de compositores y productores Holland-Dozier-Holland por disputas salariales, Gordy trasladó Motown a Los Ángeles, California. Motown se expandió a la producción de cine y televisión.
Fue una empresa independiente hasta que MCA Records la compró en 1988. PolyGram compró el sello a MCA en 1993, seguida de Universal Music Group, sucesora de MCA, que adquirió PolyGram en 1999.

## Historia

### Inicios
El interés de Berry Gordy por el negocio discográfico comenzó cuando abrió una tienda de discos llamada 3D Record Mart, una tienda en la que esperaba «educar a los clientes sobre la belleza del jazz», en Detroit, Míchigan. Aunque la tienda no duró mucho, el interés de Gordy por el negocio de la música no se desvaneció. Frecuentaba los clubes nocturnos del centro de Detroit, y en el Flame Show Bar conoció al gerente del bar, Al Green (no el famoso cantante), que era propietario de una editorial musical llamada Pearl Music y representaba al músico de Detroit Jackie Wilson. Gordy pronto pasó a formar parte de un grupo de compositores -con su hermana Gwen Gordy y Billy Davis- que escribían canciones para Wilson. «Reet Petite» fue su primer gran éxito, que apareció en noviembre de 1957. Durante los dieciocho meses siguientes, Gordy ayudó a componer otras seis caras A de Wilson, entre ellas «Lonely Teardrops», un gran éxito de 1958. Entre 1957 y 1958, Gordy escribió o produjo más de cien caras para varios artistas, con sus hermanos Anna, Gwen y Robert, y otros colaboradores en diversas combinaciones.
En 1957, Gordy conoció a Smokey Robinson, que por aquel entonces era un cantante local de diecisiete años al frente de un grupo de armonía vocal llamado The Matadors. Gordy se interesó por el estilo doo-wop que cantaba Robinson. En 1958, Gordy grabó la canción del grupo «Got a Job» (una canción que respondía a «Get a Job» de The Silhouettes), y la lanzó como sencillo alquilando el disco a una compañía más grande de las afueras de Detroit llamada End Records, con sede en Nueva York. La práctica era habitual en aquella época para un productor de poca monta. «Got a Job» fue el primer sencillo del grupo de Robinson, ahora llamado Miracles. Gordy grabó varios discos más forjando un acuerdo similar, sobre todo con United Artists.
En 1958, Gordy escribió y produjo «Come to Me» para Marv Johnson. Al ver que la canción tenía un gran potencial, Gordy la alquiló a United Artists para su distribución nacional, pero también la lanzó localmente en su propio sello discográfico. Gordy necesitaba 800 dólares para cubrir su parte del trato y pidió a su familia que le prestara dinero de una cuenta cooperativa de ahorro familiar. Tras debatirlo, su familia accedió y, en enero de 1959, «Come to Me» salió a la venta a nivel regional en el nuevo sello Tamla de Gordy. En un principio, Gordy quería llamar a la discográfica Tammy Records, por la canción de éxito popularizada por Debbie Reynolds en la película de 1957 Tammy and the Bachelor, que Reynolds también protagonizó. Cuando descubrió que el nombre ya estaba en uso, Berry se decidió por Tamla.
Gordy trabajó en varios estudios de Detroit durante este periodo para producir grabaciones y maquetas, pero sobre todo con United Sound Systems, que estaba considerado el mejor estudio de la ciudad. Sin embargo, producir en United Sound Systems suponía un gran esfuerzo económico y no era adecuado para todos los trabajos, por lo que Gordy decidió que sería más rentable mantener sus propias instalaciones. A mediados de 1959, compró un estudio de fotografía en el 2648 de West Grand Boulevard y convirtió la planta principal en un estudio de grabación y oficinas. Ahora, en lugar de vender sus canciones a otros artistas o alquilar sus grabaciones a empresas externas, Gordy empezó a utilizar los sellos Tamla y Motown para publicar las canciones que escribía y producía. En abril de 1960 constituyó Motown Records.

### Detroit: 1959–1972
Entre los primeros artistas de Tamla/Motown se encontraban Mable John, Eddie Holland y Mary Wells. «Shop Around», el primer éxito R&B número 1 de The Miracles, alcanzó el número dos en el Billboard Hot 100 en 1960. Fue el primer disco de Tamla que vendió un millón de copias. El 14 de abril de 1960, Motown y Tamla Records se fusionaron en una nueva empresa llamada Motown Record Corporation. Un año más tarde, The Marvelettes consiguen el primer número uno de Tamla, «Please Mr. Postman». A mediados de los 60, la empresa, con la ayuda de compositores y productores como Robinson, el jefe de A&R William «Mickey» Stevenson, Brian Holland, Lamont Dozier y Norman Whitfield, se había convertido en una fuerza importante en la industria musical.
De 1961 a 1971, Motown tuvo 110 éxitos entre los 10 primeros. Entre los principales artistas del sello Motown durante ese periodo figuran The Supremes (inicialmente con Diana Ross), las Four Tops y los Jackson 5, mientras que Stevie Wonder, Marvin Gaye, The Marvelettes y The Miracles tuvieron éxitos en el sello Tamla. Además de los sellos Tamla y Motown, la empresa tenía otros sellos.

Smokey Robinson dijo del impacto cultural de Motown:
En los años sesenta, yo aún no era consciente de que no sólo hacíamos música, sino también historia. Pero reconocí el impacto, porque en aquella época las actuaciones daban la vuelta al mundo. Reconocí los puentes que cruzamos, los problemas raciales y las barreras que derribamos con la música. Lo reconocí porque lo viví. Iba al sur en los primeros tiempos de la Motown y el público estaba segregado. Luego empezaron a escuchar la música Motown y cuando volvíamos, el público estaba integrado y los niños bailaban juntos y se cogían de la mano.

### Los Ángeles: 1972–1998
Después de que el trío de compositores Holland-Dozier-Holland abandonara la discográfica en 1967 por disputas sobre el pago de derechos, Norman Whitfield se convirtió en el principal productor de la empresa, produciendo éxitos para los Temptations, Marvin Gaye, Gladys Knight & the Pips y Rare Earth. Mientras tanto, Berry Gordy creó Motown Productions, una filial de televisión que produjo especiales para los artistas de Motown, como TCB, con Diana Ross & the Supremes y los Temptations, Diana! con Diana Ross, y Goin' Back to Indiana con los Jackson 5. La compañía flexibilizó sus normas de producción, dando a algunos de sus artistas más veteranos la oportunidad de componer y producir más material propio. Esto dio lugar a la grabación de álbumes de gran éxito y aclamados por la crítica, como What's Going On (1971) y Let's Get it On (1973), de Marvin Gaye, y Music of my mind (1972), Talking Book (1972) e Innervisions (1973), de Stevie Wonder. 

### Últimos años de la discográfica Motown: 1999-2005
En 1998, Motown había incorporado a su lista a estrellas como 702, Brian McKnight y Erykah Badu. En diciembre de 1998, PolyGram fue adquirida por Seagram, y Motown fue absorbida por Universal Music Group. Seagram había comprado la antigua matriz de Motown, MCA, en 1995, y Motown se reunió de hecho con muchos de sus hermanos corporativos de MCA (Seagram esperaba construir un imperio mediático en torno a Universal, y empezó comprando PolyGram). Universal consideró brevemente la posibilidad de cerrar la discográfica, pero decidió reestructurarla. Kedar Massenburg, productor de Erykah Badu, se convirtió en el director del sello y supervisó las exitosas grabaciones de Badu, McKnight, Michael McDonald y la nueva artista de Motown India.Arie.
Diana Ross, Smokey Robinson, Stevie Wonder y los Temptations habían permanecido en la discográfica desde sus comienzos, aunque todos excepto Wonder grabaron para otros sellos durante varios años. Ross dejó Motown por RCA Records de 1981 a 1988, pero regresó en 1989 y permaneció hasta 2002, mientras que Robinson dejó Motown en 1991 (aunque regresó para publicar un álbum más para el sello en 1999). The Temptations se marcharon a Atlantic Records en 1977, pero regresaron en 1980 y finalmente volvieron a marcharse en 2004. Wonder abandonó finalmente la discográfica en 2020.

### Universal Motown: 2005–2011
En 2005, Massenburg fue sustituido por Sylvia Rhone, antigua consejera delegada de Elektra Records. Motown se fusionó con Universal Records para crear Universal Motown Records y pasó a formar parte de la recién creada división Universal Motown Republic Group. Entre los artistas más destacados de Universal Motown figuran Drake Bell, Ryan Leslie, Melanie Fiona, Kelly Rowland, Forever the Sickest Kids, The Veer Union y Four Year Strong. Motown celebró su 50 aniversario el 12 de enero de 2009, y lo festejó en Detroit el 20 de noviembre de 2009, en una gala de etiqueta titulada «Live It Again!». El evento fue presentado por Sinbad y contó con la presencia de Stevie Wonder, Smokey Robinson, The Temptations, Aretha Franklin y Kid Rock.

### Relanzamiento: 2011-presente
A mediados de 2011, Universal Motown volvió a la marca Motown tras haberse separado de Universal Motown Republic Group y operó bajo The Island Def Jam Music Group. Los artistas de Universal Motown fueron transferidos a la recién revitalizada discográfica Motown. El 1 de abril de 2014, se anunció que Island Def Jam dejaría de funcionar tras la dimisión del CEO Barry Weiss. Un comunicado de prensa enviado por Universal Music Group anunció que la discográfica reorganizaría Def Jam Recordings, Island Records y Motown Records como entidades separadas. Motown comenzaría entonces a servir como una subsidiaria de Capitol Records.

## Motown Sound
La Motown se especializó en un tipo de música soul a la que denominó «Motown Sound» («sonido Motown»). El sonido Motown, concebido para atraer al pop, solía utilizar panderetas para acentuar el ritmo de fondo, líneas de bajo eléctrico prominentes y a menudo melódicas, estructuras melódicas y de acordes distintivas y un estilo de canto de llamada y respuesta que tenía su origen en la música góspel. En 1971, Jon Landau escribió en Rolling Stone que el sonido consistía en canciones con estructuras sencillas pero melodías sofisticadas, junto con un patrón de batería de cuatro tiempos, el uso regular de vientos y cuerdas, y «un estilo de mezcla de agudos que se basaba en gran medida en la limitación y ecualización electrónicas (aumento de las frecuencias de gama alta) para dar al producto global un sonido distintivo, particularmente eficaz para su difusión por la radio AM». También se utilizaron técnicas de producción pop, como el uso de secciones de cuerda orquestales, secciones de trompa y voces de fondo cuidadosamente arregladas. Se evitaban los arreglos complejos y los riffs vocales elaborados y melismáticos. Los productores de la Motown creían firmemente en el «principio Keep It Simple, Stupid» («mantenlo sencillo, estúpido») o «principio KISS».

## Artistas

### Años 1960
El dossier de artistas de Motown en los 60s es el más renombrado y completo de la música soul y R&B. Puede presumir de tener a la mayoría de estrellas de la música contemporánea de su época y de toda la historia. Pero también contaba con otros muchos que no han pasado tan afamadamente, pero que hoy aún guardan ese halo de leyendas del soul:
- Mable John
- Barrett Strong
- The Miracles
- Mary Wells
- Marvin Gaye
- Edward Holland Jr.
- The Andantes
- The Contours
- Shorty Long
- The Marvelettes
- The Supremes
- The Temptations
- Stevie Wonder
- Jimmy Ruffin
- David Ruffin
- Kim Weston
- Martha & the Vandellas
- The Four Tops
- Carolyn Crawford
- Brenda Holloway
- The Velvelettes
- Jr. Walker & the All Stars
- Chris Clark
- Tammi Terrell
- The Monitors
- The Spinners
- The Isley Brothers
- The Elgins
- The Originals
- Gladys Knight & the Pips
- Bobby Taylor & the Vancouvers
- Edwin Starr
- Rare Earth
- The Jackson 5
- The Crystals

### Años 1970
En los setenta se incorporaron nuevos talentos, pero también muchos de los componentes de grupos anteriores tomaron las riendas de sus carreras en solitario.
- Syreeta Wright
- Diana Ross
- Eddie Kendricks
- G.C. Cameron
- Antonio Jackson
- Jermaine Jackson
- Smokey Robinson
- Thelma Houston
- The Commodores
- Rick James
- Black Sugar

### Años 1980
Ya acechaba la decadencia para Motown cuando algunos jóvenes se presentarían en el panorama musical del urban, teniendo un éxito más bien transitorio a pesar de que algunos sí llegaron a consolidarse:
- DeBarge
- Rockwell
- Lionel Richie
- Teena Marie
- Chico DeBarge

### Años 1990
En la década de 1990 Motown, renovadora del viejo soul con su propio sonido fue una de las grandes impulsoras de volver al soul más puro ayudando a la creación de neo soul, dejando a un lado el hip hop y las tendencias del R&B contemporáneo más electrónicas que triunfaban en todo el mundo:
- Boyz II Men
- Tony! Toni! Toné!
- Shanice
- Johnny Gill
- Brian McKnight
- Queen Latifah
- Erykah Badu
- 702
- 98 Degrees
- Debelah Morgan

### Años 2000
- Phil Collins
- SafetySuit
- Akon
- Drake
- Lil' Wayne
- Shiny Toy Guns
- Nelly
- India Arie
- Pixie Lott
- Kaiser Chiefs
- Forever The Sickest Kids
- Q-Tip
- Michael McDonald
- Kem
- Nicki Minaj
- Damian Marley
- Stephen Marley

### Actualidad
En la actualidad se les ha añadido una nueva escuela de innovadores, que comienzan a crear un propio sonido Motown, con la búsqueda de sus raíces:
- Bankroll Freddie
- Diddy
- City Girls
- Layton Greene
- Lakeyah
- Ne-Yo
- Bree Runway
- Lil Baby
- Vince Staples
- Migos
- Lil Yachty
- YoungBoy Never Broke Again
- Offset
- Quavo
- Takeoff
- Smino